# (5314) Wilkickia
(5314) Wilkickia est un astéroïde de la ceinture principale.

## Description
(5314) Wilkickia est un astéroïde de la ceinture principale. Il fut découvert le 20 septembre 1982 à Naoutchnyï par Nikolaï Tchernykh. Il présente une orbite caractérisée par un demi-grand axe de 3,00 UA, une excentricité de 0,08 et une inclinaison de 9,6° par rapport à l'écliptique.

## Compléments